# Yetisports
Yetisports è una serie di videogiochi sviluppati dall'azienda austriaca Edelweiss Medienwerkst per i telefoni cellulari e per le piattaforme iOS, Flash, Android,  PlayStation e PlayStation 2. Inaugurata nel gennaio 2004 con Pingu Throw, ha come personaggi ricorrenti uno yeti e alcuni pinguini. 

## La serie
1. Pingu Throw: lo yeti deve lanciare un pinguino il più lontano possibile.
2. Orca Slap: lo yeti deve lanciare i pinguini contro un enorme blocco di ghiaccio, aiutato da un'orca.
3. Seal Bounce: lo yeti deve lanciare i pinguini il più in alto possibile, con l'aiuto di alcune foche.
4. Albatros Overload: lo yeti deve lanciare i pinguini in modo da farli afferrare da un albatros.
5. Flamingo Drive: lo yeti gioca a golf usando un pinguino al posto della pallina.
6. Big Wave: lo yeti deve schiaffeggiare i vari pinguini in cui si imbatte mentre fa surf.
7. Free Ride: un'avventura dello yeti su una pista da sci.
8. Jungle Swing: lo yeti deve raggiungere la cima di un albero saltando di ramo in ramo.
9. Final Spit: lo yeti deve sputare ai pinguini che gli si parano davanti, aiutato da un lama.
10. Icicle Climb: lo yeti deve aiutare un pinguino a risalire una parete ghiacciata creando una scala coi ghiaccioli che lancia.